# Direct Énergie/2017
Deze pagina geeft een overzicht van de wielerploeg Direct Énergie in  2017.

## Algemeen
Hoofdsponsor: Direct Énergie
Algemeen manager: Jean-René Bernaudeau
Ploegleiders: Dominique Arnould, Jimmy Engoulvent, Benoît Génauzeau en  Lylian Lebre
Fietsen: BH
Kopman: Afwisselend naargelang wedstrijd

## Transfers
| Inkomend        | Team 2016              | Uitgaand           | Team 2017                     |
| --------------- | ---------------------- | ------------------ | ----------------------------- |
| Jonathan Hivert | Fortuneo-Vital Concept | Guillaume Thévenot | Cyclo-club de Nogent-sur-Oise |
| Paul Ourselin   | Neo                    |                    |                               |

## Renners
| Naam               | Geboortedatum | Nationaliteit | Ploeg 2016             |
| ------------------ | ------------- | ------------- | ---------------------- |
| Ryan Anderson      | 22-07-1987    | Canada        |                        |
| Thomas Boudat      | 24-02-1994    | Frankrijk     |                        |
| Lilian Calmejane   | 06-12-1992    | Frankrijk     |                        |
| Romain Cardis      | 12-08-1992    | Frankrijk     |                        |
| Sylvain Chavanel   | 30-06-1979    | Frankrijk     |                        |
| Bryan Coquard      | 25-04-1992    | Frankrijk     |                        |
| Jérémy Cornu       | 07-08-1991    | Frankrijk     |                        |
| Antoine Duchesne   | 12-09-1991    | Canada        |                        |
| Yohann Gène        | 25-06-1981    | Frankrijk     |                        |
| Fabien Grellier    | 31-10-1994    | Frankrijk     |                        |
| Romain Guillemois  | 28-03-1991    | Frankrijk     |                        |
| Jonathan Hivert    | 23-03-1985    | Frankrijk     | Fortuneo-Vital Concept |
| Tony Hurel         | 01-11-1987    | Frankrijk     |                        |
| Fabrice Jeandesboz | 04-12-1984    | Frankrijk     |                        |
| Julien Morice      | 20-07-1991    | Frankrijk     |                        |
| Bryan Nauleau      | 17-03-1988    | Frankrijk     |                        |
| Paul Ourselin      | 13-04-1994    | Frankrijk     | Neo                    |
| Adrien Petit       | 26-09-1990    | Frankrijk     |                        |
| Alexandre Pichot   | 06-02-1983    | Frankrijk     |                        |
| Perrig Quéméneur   | 26-04-1984    | Frankrijk     |                        |
| Romain Sicard      | 01-01-1988    | Frankrijk     |                        |
| Angélo Tulik       | 02-12-1990    | Frankrijk     |                        |
| Thomas Voeckler    | 22-06-1979    | Frankrijk     |                        |

## Overwinningen
Ronde van de Sarthe
2e etappe: Bryan Coquard
4e etappe: Lilian Calmejane
5e etappe: Bryan Coquard
Eindklassement: Lilian Calmejane
Internationale Wielerweek
3e etappe: Thomas Boudat
4e etappe: Lilian Calmejane
Eindklassement: Lilian Calmejane
Grand Prix de Lillers-Souvenir Bruno Comini
Winnaar: Thomas Boudat
La Tropicale Amissa Bongo
2e etappe: Tony Hurel
5e etappe: Yohann Gène
Eindklassement: Yohann Gène
Ruta del Sol
4e etappe: Bryan Coquard
Ronde van Valencia
5e etappe: Bryan Coquard
Ster van Bessèges
3e etappe: Lilian Calmejane
Eindklassement: Lilian Calmejane
Androni-Sidermec-Bottecchia · Aqua Blue Sport · Bardiani-CSF · Caja Rural-Seguros RGA · CCC-Sprandi-Polkowice · Cofidis · Delko-Marseille Provence KTM · Direct Énergie · Fortuneo-Oscaro · Gazprom-RusVelo · Israel Cycling Academy · Nippo-Vini Fantini · Roompot-Nederlandse Loterij · Soul Brasil Pro Cycling · Sport Vlaanderen-Baloise · Team Manzana Postobón · Team Novo Nordisk · UnitedHealthcare Pro Cycling Team · Vérandas Willems-Crelan · Wanty-Groupe Gobert · WB Veranclassic Aqua Protect · Wilier Triestina-Selle Italia
2000 · 2001 · 2002 · 2003 · 2004 · 2005 · 2006 · 2007 · 2008 · 2009 · 2010 · 2011 · 2012 · 2013 · 2014 · 2015 · 2016 · 2017 · 2018 · 2019 · 2020 · 2021 · 2022 · 2023 · 2024 · 2025